# Colonna sonora di Guardiani della Galassia Vol. 2
La colonna sonora del film Guardiani della Galassia Vol. 2 (2017) è raccolta, come nel caso del primo film, in due album. 
L'album Guardians of the Galaxy Vol. 2: Awesome Mix Vol. 2 (Original Motion Picture Soundtrack) contiene le canzoni presenti nel walkman di Peter Quill nel film, ed è stato distribuito da Hollywood Records il 21 aprile 2017.
Il secondo album, Guardians of the Galaxy Vol. 2 (Original Score), contenente le musiche composte per il film da Tyler Bates, è stato distribuito dalla Hollywood Records lo stesso giorno.

## Produzione
Nell'agosto 2014 il regista del film James Gunn disse di avere diverse idee sulle canzoni da inserire nell'Awesome Mix Vol. 2 di Quill. Nell'aprile 2015 Gunn rivelò di sentirsi un po' sotto pressione riguardo alla scelta della canzoni poiché "così tante persone hanno amato quelle del primo film e abbiamo ottenuto il disco di platino e cose così. Ma penso che la colonna sonora del secondo film sia migliore". Nel giugno 2015 Gunn affermò che tutte le canzoni dell'Awesome Mix Vol. 2 erano state scelte e inserite nella sceneggiatura.
Guardians Inferno è un brano originale composto da Gunn e dal compositore Tyler Bates e ispirato alla versione disco del tema di Guerre stellari di Meco. Il brano è interpretato da David Hasselhoff, uno degli idoli del personaggio di Peter Quill.
Nel gennaio 2016 Gunn rivelò di aver inserito una canzone di David Bowie, uno dei suoi idoli, nel film (nel primo film era presente Moonage Daydream), ma di aver tagliato la scena in cui era presente. Dopo la morte di Bowie, Gunn affermò di sperare di trovare un posto per la canzone di Bowie in modo da rendergli omaggio. Fox on the Run degli Sweet e Surrender dei Cheap Trick vennero prese in considerazione per essere inserite nell'Awesome Mix Vol. 1.

## Guardians of the Galaxy Vol. 2: Awesome Mix Vol. 2 (Original Motion Picture Soundtrack)
Tutte le canzoni sono presenti nel film a eccezione di Fox on the Run, usata nel trailer.
1. Electric Light Orchestra – Mr. Blue Sky
2. Sweet – Fox on the Run
3. Aliotta Haynes Jeremiah – Lake Shore Drive
4. Fleetwood Mac – The Chain
5. Sam Cooke – Bring It On Home to Me
6. Glen Campbell – Southern Nights
7. George Harrison – My Sweet Lord
8. Looking Glass – Brandy You're a Fine Girl
9. Jay and the Americans – Come a Little Bit Closer
10. Silver – Wham Bang Shang-A Lang
11. Cheap Trick – Surrender
12. Cat Stevens – Father and Son
13. Parliament – Flashlight
14. The Sneepers feat. David Hasselhoff – Guardians Inferno

## Guardians of the Galaxy Vol. 2 (Original Score)
Musiche di Tyler Bates.
1. Showtime a-Holes – 1:28
2. vs the Abilisk – 2:35
3. The Mantis Touch – 1:54
4. Space Chase – 3:21
5. Family History – 3:49
6. Groot Expectations – 1:57
7. Mammalian Bodies – 1:51
8. Starhawk – 1:49
9. Two-Time-Galaxy Savers – 4:01
10. I Know Who You Are – 4:20
11. Ego – 2:47
12. Kraglin and Drax – 1:34
13. The Expansion – 1:05
14. Mary Poppins and the Rat – 3:08
15. Gods – 1:28
16. Dad – 2:28
17. A Total Hasselhoff – 2:02
18. Sisters – 2:05
19. Guardians of the Frickin Galaxy – 1:00

Durata totale: 44:42

## Classifiche
| Classifica (2021) | Posizione massima |
| ----------------- | ----------------- |
| Grecia            | 3                 |